# Metodo di Duckworth–Lewis–Stern
Il Metodo di Duckworth–Lewis–Stern (precedentemente noto come Metodo Duckworth–Lewis) è un metodo matematico utilizzato nello sport del cricket come mezzo per calcolare il punteggio necessario per vincere (target) della squadra che batte per seconda in condizioni particolari derivanti dalla cancellazione di parte della partita per via delle condizioni atmosferiche. È ufficialmente utilizzato dall'International Cricket Council per le partite di One Day International e Twenty20. Il sistema prende il nome dai due ideatori Frank Duckworth e Tony Lewis.

## Caratteristiche

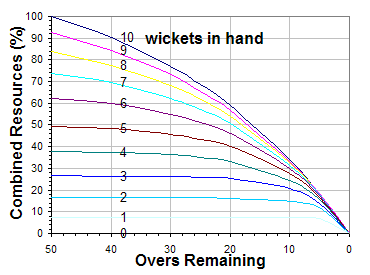
Schema del Metodo Duckworth–Lewis

È generalmente accettato come il metodo più sicuro e accurato da usare in casi di partite pesantemente condizionate dalla pioggia, tuttavia anche questo metodo (come i precedenti utilizzati) ha sollevato alcune polemiche.

## Teoria
L'essenza del metodo D/L consiste nelle cosiddette resources. Ognuna delle due squadre ha due 'resources' per cercare di marcare più runs possibile, e il punteggio finale dipende inevitabilmente dalla combinazione di questi due fattori:
- Il numero di Overs da lanciare
- Il numero di Wickets ancora non caduti.

Grazie ad un complesso ed elaborato sistema di statistiche i due matematici Duckworth e Lewis hanno potuto stilare una tabella con un insieme di funzioni che consentono di aggiustare il target basandosi sulla previsione di quanto una squadra avrebbe potuto segnare.